# Гебре Мескел Лалибела
 Тази статия е за императора на Етиопия.  За града в Етиопия вижте Лалибела.  
Гебре Мескел Лалибела (наричан и само Лалибела) е император на Етиопия през XII – XIII век, последният цар от династията Загу. Построява 12 храма в скалите, които са запазени и до днес и чиято архитектура е продължение на аксумския стил. Най-големият от които е Медхане алем (Храм на спасителя), с размери 33,5 м на 23,5 м в столицата Роха (днес градът се казва Лалибела).